# CARAVAN STORIES
『CARAVAN STORIES』（キャラバンストーリーズ）は、Aiming開発・運営によるマルチプラットフォーム型MMORPG。2017年11月28日にスマートデバイス（iOS/Android）版のサービスを開始、以降各プラットフォームにて順次サービスインが行われている。基本プレイ無料（アイテム課金制）。略称は『キャラスト』。
『幻塔戦記グリフォン』の開発チームによる新規IPのファンタジーMMORPG。
スピンオフとなるローグライクアクションゲーム『キャラスト魔法学園』についても併記する。

## 沿革
- 2015年
  - 11月 開発チームが発足
- 2016年
  - 9月 開発者向けの採用セミナーを開催[2]
- 2017年
  - 11月28日 iOS / Android版の正式サービスを開始[3]
- 2018年
  - 4月19日 PC版のサービスを開始[4]
  - 7月10日 繁体字版のサービスを開始[5]
  - 11月24日 オリジナルLINEスタンプ「CARAVAN STORIES」40種を販売開始
  - 11月24日 ファンミーティングを開催（東京・秋葉原/ベルサール秋葉原 B1 HALL）
- 2019年
  - 4月18日 PlayStation 4版がリリースされ、アジア地域でのサービスを開始[6]
  - 9月11日 PlayStation 4版の北米でのサービスが開始（日本時間）[7]
  - 11月30日 2周年記念ファン交流会 in 大阪を開催（大阪）
  - 12月8日 2周年記念ファン交流会 in 福岡を開催（福岡）
  - 12月21日 2周年記念ファン交流会 in 東京を開催（東京/TKPガーデンシティPREMIUM田町 ホール4B）
- 2020年
  - 3月18日 中国XD社によって、韓国版（iOS、Android）のサービスが開始[8]
  - 11月11日 韓国版のサービスが終了[9]
  - 11月28日 オリジナルLINEスタンプ第２弾「CARAVAN STORIES 第２弾」40種を販売開始
  - 11月28日 Nintendo Switch版の制作が発表[10]
- 2021年
  - 3月18日 Nintendo Switch版のサービスを開始[11]
- 2022年
  - 4月25日 キャラスト魔法学園（iOS、Android）のサービスを開始
  - 11月20日 キャラストTV2周年記念ファンミーティングを開催（東京・新宿/LOFT PLUS ONE）出演：村岡遼、有野いく、シオマリアッチ、ゆるえもん、坂本NO.1、ニルベース齋藤、八幡カオル
- 2023年
  - 2月4日 キャラスト魔法学園コラボカフェ（東京末広町 Cafe Triomphe）出演：TellUs
  - 10月8日 Aiming presents 加隈亜衣・森なな子のチームキャラバン ラジオベース放送開始（毎週日曜日21:00～21:30文化放送）
- 2024年
  - 5月28日 繁体字版(iOS、Android、PC)のサービスを終了
  - 6月13日 Nintendo Switch版のサービスを終了[12]
  - 6月14日 キャラスト魔法学園のサービスを終了
  - 8月11日～12日 コミックマーケット104出店 TeamCARAVAN ブースNo2445 東京ビッグサイト/南展示棟3・4ホール
  - 9月2日 最終アップデート（PC/スマホ版）
  - 9月30日 公式Xにおけるキャラクター誕生日/記念日ポストの終了
  - 12月28日 キャラスト7周年ファンミーティングを開催（東京・新宿/LOFT PLUS ONE）出演：高屋敷、小泉、ヒゲ、ゆるえもん、有野いく
  - 12月29日～30日 コミックマーケット105出店 TeamCARAVAN ブースNo1421 東京ビッグサイト/西展示棟3・4ホール
- 2025年
  - 3月13日 PlayStation 4版のサービスを終了[13]
  - 3月30日 Aiming presents 加隈亜衣・森なな子のチームキャラバン ラジオベース放送終了
  - 8月16日～17日 コミックマーケット106出店予定 TeamCARAVAN ブースNo1163 東京ビッグサイト/西展示棟3・4ホール
  - 11月29日 キャラスト8周年オフラインイベント開催予定（都内某所）

## 開発
開発中のプロジェクト名は『Project Caravan』。開発にあたってゲーム開発者や、3Dアーティストを募集した。AimingのCEO・椎葉忠志の『グラフィックスの精度を追求したプロジェクトを立ち上げてほしい』という要望を受け、グラフィックスのクオリティを最優先に開発された。開発当初からスマートフォンだけではなくPCやコンソール機への移植が考慮されており、iOS版やAndroid版がリリースされた後、Windows版、PlayStation 4版、Nintendo Switch版がリリースされた。
本作は『幻塔戦記グリフォン』のゲームシステムをベースに制作されており、『グリフォン』のモンスターの一部は本作にも登場する。広大なマップは細かいところまで作り込まれており、オフィシャルアートブックでコンセプトアートの数々を見ることができる。これらアートの多くはAiming台湾のアーティストが手掛けており、東京チームが決定した世界観を台湾チームが膨らませる日台合作となっている。
グラフィックスの精度はポリゴン数にも現れており、グリフォンのキャラクターが平均2000ポリゴンで造形されていたが、本作では3000〜4000ポリゴンとなっており、Windows版、PlayStation 4版のような大画面表示でも美しく表現されている。ボーン数も倍増しており、細かいモーションも表現できるようになっている。

Ver.3.21.1では表情の表現も追加された。

## ゲーム内容
基本無料のアイテム課金制で、ストーリ―は最後まで無料で遊ぶことが出来る。

### バトルシステム
戦闘はフィールド上のビースト等と接触することで始まるシンボルエンカウント型を採用している。通常の戦闘に参加できる人数は6人まで、自動的に発動されるノーマルスキル(NS)と、自動もしくは手動で発動されるアクティブスキル(AS)を駆使して行う。ヒーロー毎にパッシブスキルが設定されており、パーティーの編成によって難易度が大きく変化する。

### テイムシステム
フィールド上のビーストは戦闘に勝利した場合、仲間に加わることがある。クエスト用の特別なビーストと、レアリティの高い一部のビースト以外はほぼすべてテイム可能になっている。

## 世界観
イアルと呼ばれる世界には、ヒューマン、ドワーフ、オーク、エルフ、ゲッシー、リザードマン、エンシェント、ワジンの8種族が住んでおり、エニグマと呼ばれる脅威にさらされている。

### キャラバン
古代の技術によって作られた移動可能な居住施設であり、プレイヤーが内装や外装をカスタマイズすることができる。人造精霊のポルカ、エンジニアポルカ、学者ポルカがキャラバンには乗っておりヒーローたちと共に旅をする。

## コラボレーション
- 2018年
  - 7月24日〜9月25日　伊江島×キャラストコラボ「イエ島」[コラボ 1]
  - 9月18日〜10月9日　伊豆アニマルキングダム×キャラストコラボ「イズアニマルキングダム」[コラボ 1]
  - 9月18日〜2019年12月31日　温泉コラボ「日本全国温泉物語」（黒川温泉、秋保温泉、湯河原温泉、加賀温泉郷、塩原温泉郷）[コラボ 1]
- 2019年
  - 4月23日〜5月14日　伊江島×キャラストコラボ第2弾 イエ島リリーフィールド「春のイエ島ゆり祭り」[コラボ 1]
  - 5月28日～9月30日　台湾温泉コラボ「台灣特別企劃溫泉物語」（北投溫泉、陽明山溫泉、金山溫泉、烏來溫泉、礁溪溫泉、四重溪溫泉）
  - 6月25日〜7月16日　戦国大河コラボ「第六天魔王と真田の風雲児」[コラボ 2][コラボ 3]
  - 7月6日～10月21日　昼神温泉コラボ（温泉コラボ、阿智村コラボと合わせて開催）「キャラスト×STAR VILLAGE ACHI in 昼神温泉」
  - 7月9日〜11月19日　阿智村コラボ「天空の楽園と星河の出会い」[コラボ 1]
  - 7月30日〜9月3日　伊江島×キャラストコラボ第3弾 2019・夏「神鏡と千年の少女」[コラボ 1]
  - 7月30日〜2020年8月31日　動物園&水族館コラボ「大地と海のいきもの係」（群馬サファリパーク、姫路セントラルパーク、しろとり動物園、東武動物公園、登別マリンパークニクス、仙台うみの杜水族館、名古屋港水族館）[コラボ 1]
  - 9月24日～2020年8月31日　台湾動物園&水族館コラボ「大地和海洋的生物股長」（新光兆豐農場、頑皮世界野生動物園、淨園休閒農場、遠雄海洋公園、野柳海洋世界、澎湖水族館）
  - 9月24日～2020年9月15日　ゲームとトレカのお店「遊楽舎」コラボ（ゲーム内の姫路セントラルパークに開店）
- 2020年
  - 4月7日〜5月5日　伊江島コラボ「イエ島ゆり祭り〜マカトゥの秘密〜」[コラボ 4]
  - 4月28日〜6月23日　BEASTARSコラボ「異世界の隕石祭」[コラボ 5]
  - 8月4日〜9月1日　炎炎ノ消防隊コラボ「異世界の英雄」[コラボ 6]
- 2021年
  - 2月16日〜3月16日　BEASTARSコラボ「異世界の隕石祭」[コラボ 7]
  - 3月16日〜4月13日　盾の勇者の成り上がり Season2コラボ「盾の勇者もやり直し」（iOS、Android、PC版）[コラボ 8]
  - 3月20日〜4月20日　盾の勇者の成り上がり Season2コラボ「盾の勇者もやり直し」（PlayStation 4版）[コラボ 9]）
  - 7月27日～ 8月31日　新島コラボ「ニイ島伝説と石の仮面」（iOS、Android、PC版）[コラボ 10]
  - 11月30日～12月28日　キャラスト×宝鐘マリンコラボ「Ahoy!!イアルの宝鐘海賊団」（PC/スマホ/PS4/Nintendo Switch）
- 2022年
  - 3月1日～3月29日　猿島コラボ「猿島BBQ探検記」（PC/スマホ/PS4/Nintendo Switch）
  - 4月25日～12月31日　キャラスト魔法学園リリース連動キャンペーン（コラボヒーロー「ノア」と幻魔石3000個）（スマホ）
  - 5月24日～6月7日　キャラスト×オーバーロード（OVERLORD）コラボ「イアル征服作戦」（PC/スマホ/PS4/Nintendo Switch）
  - 7月26日～8月9日　キャラスト×ダンまち（ダンジョンに出会いを求めるのは間違っているだろうか）コラボ「ダンジョンにキャラストを求めるのは間違っているだろうか」（PC/スマホ/PS4/Nintendo Switch）
  - 8月9日～9月6日　新島コラボ第二弾「ニイ島の天狗伝説」（PC/スマホ/PS4/Nintendo Switch）
  - 10月4日～10月18日　キャラスト×このすば（この素晴らしい世界に祝福を！）コラボ「この素晴らしいイアルに祝福を！」（PC/スマホ/PS4/Nintendo Switch）
  - 11月29日～12月27日　キャラスト×雪花ラミィコラボ「雪花ラミィのキャラスト活」（PC/スマホ/PS4/Nintendo Switch）
- 2023年
  - 2月21日～3月14日　キャラスト×あやかしトライアングル（あやとら）コラボ「イアルのあやかしトライアングル」（PC/スマホ/PS4/Nintendo Switch）
  - 3月28日～5月9日　キャラスト魔法学園1stアニバーサリー記念キャンペーン（スマホ）
  - 4月4日～5月9日　猿島コラボイベント2023「猿島もっとBBQ探検記」（PC/スマホ/PS4/Nintendo Switch）
  - 5月30日～6月20日　キャラスト×【推しの子】コラボ「キャラストするならデビューしてヨシ！」（PC/スマホ/PS4/Nintendo Switch）
  - 8月29日～9月26日　キャラスト×東京リベンジャーズコラボ「イアルのキャラ番隊」（PC/スマホ/PS4/Nintendo Switch）
  - 12月5日～12月26日　キャラスト×風真いろはコラボ「風真いろは推して参る！」（PC/スマホ/PS4/Nintendo Switch）
- 2024年
  - 2月20日～3月12日　キャラスト×防振り2(痛いのは嫌なので防御力に極振りしたいと思います。2)コラボ「防御特化とイアル回遊。」（PC/スマホ/PS4/Nintendo Switch）

## 出版物

### サウンドトラック
| 発売日         | タイトル                                                  | 製品番号  |
| -------------- | --------------------------------------------------------- | --------- |
| 2018年06月29日 | キャラバンストーリーズ オリジナル・サウンドトラック Vol.1 | BSPE-1071 |
| 2018年07月27日 | キャラバンストーリーズ オリジナル・サウンドトラック Vol.2 | BSPE-1072 |
| 2018年08月31日 | キャラバンストーリーズ オリジナル・サウンドトラック Vol.3 | BSPE-1073 |
| 2018年09月28日 | キャラバンストーリーズ オリジナル・サウンドトラック Vol.4 | BSPE-1074 |
| 2018年10月31日 | キャラバンストーリーズ オリジナル・サウンドトラック Vol.5 | BSPE-1075 |
| 2018年11月30日 | キャラバンストーリーズ オリジナル・サウンドトラック Vol.6 | BSPE-1076 |
| 2018年12月28日 | キャラバンストーリーズ オリジナル・サウンドトラック Vol.7 | BSPE-1077 |
| 2019年01月30日 | キャラバンストーリーズ オリジナル・サウンドトラック Vol.8 | BSPE-1081 |
| 2023年05月25日 | キャラスト魔法学園オリジナル・サウンドトラック            | BSPE-1210 |

### シングル
| 発売日         | タイトル        | ミュージシャン                                                | 製品番号 |
| -------------- | --------------- | ------------------------------------------------------------- | --- |
| 2017年09月06日 | 夏色Dreamer     | ゆめふわマカロン （アメリア・ロロミュ・ミンミ）               | VICL-37315 |
| 2017年10月25日 | White Nostalgia | Claw Knights （レオミュール・アルフレッド・カイト・キリアン） | VICL-37327 通常盤 VICL-37328 A レオミュールver. VICL-37329 B アルフレッドver. VICL-37330 C カイトver. VICL-37331 D キリアンver. |

### 書籍
| 発売日        | タイトル                          | ISBN              |
| ------------- | --------------------------------- | ----------------- |
| 2020年7月30日 | CARAVAN STORIES Official Artworks | 978-4-908050-79-4 |

## キャラスト魔法学園
WORLD(世界観)：キャラバンストーリーズの現在(いま)から8年前。幼いエルフたちが、魔法についての理論や実技を学ぶ"魔法学園"。その学園はエルフの大陸でもっとも神秘的な場所にあるとされ、英雄カーディロスも理事として在籍している。キャラストおなじみのヒーローも幼少期の姿で登場！？魔法学園に通う、エルフの生徒たちが織りなす物語。
キャラストのスピンオフゲーム、スマホの画面を「ドラッグ」で移動し、指を離すと攻撃する簡単操作の片手で遊べるオートアタックのアクションゲーム。ステージに現れる敵を倒しながら扉を開けて次のステージへ進んでいくローグライク要素がある。学園名の正式名称はエムリス魔法学園（約1,000年前に建築、創始者マーリン）。
オリジナル登場人物：ノア（無属性/cv小島あんず）、エゼルミア（水属性/cv望月麻央）、ナルルース（火属性/cv黒木信乃）、スロンディール（風属性/cv幸城まみ）、ネイセル（地属性/cv神崎舞菜）、ラアラ（風属性/cv伊吹咲希）、トリニティ（風属性/cv茉莉はな）、クーリン（水属性/cv荒井杏子）、ギルノール（火属性/cv岩﨑千明）
キャラスト登場人物（幼少期）：プリア（風属性/cv有野いく）、レリオーラ（火属性/cv宝本夢子）、エメット（地属性/cv早坂七星）、フィロメナ（地属性/cv水澤花蓮）、マリオン（水属性/cv福尾美佳）
NPC：魔法使いのおばあさん、カーディロス、ミランダ先生、リアルド（幼少期）、リッタリア（幼少期）、校長先生、ルーファス、パダノア、アクシオン、フェルナン先生、アグラリア先生、キャリバン先生、キュロー先生、ファーノ先生、オーク、マンバ、ソルヴィフ、カレナリエル